# Баликли (Федоровський район)
Баликли́ (рос. Балыклы, башк. Балыҡлы) — село у складі Федоровського району Башкортостану, Росія. Адміністративний центр Баликлинської сільської ради.
Населення — 677 осіб (2010; 754 в 2002).
Національний склад:
- татари — 94%